# Manaledi
Manaledi – wieś w Botswanie w dystrykcie Central. Według spisu ludności z 2011 roku wieś liczyła 258 mieszkańców.